# 朱氏兄弟三进士宅
朱氏兄弟三进士宅，位于江苏省扬州市宝应县安宜镇老城区朱家巷34号，是一处宝应县文物保护单位。这座清代建筑走出朱氏“宜禄堂”十六世兄弟三进士：朱士彦（1761—1838），系嘉庆七年探花；朱士达（1775-1854），嘉庆二十年进士；朱士廉（1785-1859），道光十三年进士。现存建筑面积112平方米，面阔五间，进深七檩，硬山顶。现为宝应县房产公司办公用房。